# 6 Tracks
A 6 Tracks Enya ír dalszerző és énekesnő középlemeze. Csak Japánban jelent meg, 1989-ben.

## Változatok
A lemez különböző kiadásai.
CD (Japán)
1. Orinoco Flow
2. Evening Falls…
3. Out of the Blue
4. Morning Glory
5. Smaoitím…
6. Oíche chiúin